# Ali Mahmoud (oficial militar)
Ali Mahmoud (em árabe: علي محمود; falecido em 9 de dezembro de 2024) foi um tenente-general sírio servindo ao Exército Sírio. Mahmoud também serviu como gerente de escritório de Maher al-Assad. 

## Morte
Em 9 de dezembro de 2024, ele foi encontrado morto ensaguentado e com as roupas queimadas seu escritório em Damasco. 
O Observatório Sírio para os Direitos Humanos, com sede na Grã-Bretanha, disse que não está claro se ele foi morto ou cometeu suicídio. Ele é considerado o oficial sírio de mais alta patente a ser morto nas ofensivas da oposição síria de 2024, que levaram à queda do regime de Assad.